# Robin Hood (film, 2010)
Robin Hood (v anglickém originále Robin Hood) je britsko-americký akční film z roku 2010. Režisérem filmu je Ridley Scott. Hlavní role ve filmu ztvárnili Russell Crowe, Cate Blanchettová, William Hurt, Mark Strong a Mark Addy.

## Ocenění
Film byl nominován na cenu SAG Award v kategorii nejlepší komparz, cenu však nezískal.

## Obsazení
| Russell Crowe (dabing Jiří Schwarz)          | Robin Hood            |
| Cate Blanchettová (dabing Simona Postlerová) | Marian Loxley         |
| William Hurt (dabing Jiří Štěpnička)         | William Marshal       |
| Mark Strong (dabing Pavel Vondra)            | Sir Godfrey           |
| Mark Addy (dabing Tomáš Juřička)             | Friar Tuck            |
| Oscar Isaac (dabing Zdeněk Hruška)           | princ Jan             |
| Danny Huston (dabing Vladimír Čech)          | Richard I. Lví srdce  |
| Eileen Atkinsová (dabing Jana Hermachová)    | Eleonora Akvitánská   |
| Max von Sydow (dabing Jan Pohan)             | sir Walter Loxley     |
| Kevin Durand (dabing Tomáš Karger)           | malý John             |
| Matthew Macfadyen (dabing Antonín Navrátil)  | šerif z Nottinghamu   |
| Léa Seydouxová (dabing Ivana Korolová)       | Isabela z Angoulême   |
| Scott Grimes (dabing Ivo Novák)              | Will Scarlet          |
| Alan Doyle (dabing Ladislav Cigánek)         | Allan A'Dayle         |
| Jonathan Zaccaï (dabing Michal Holán)        | Filip II. Francouzský |